# George Minne

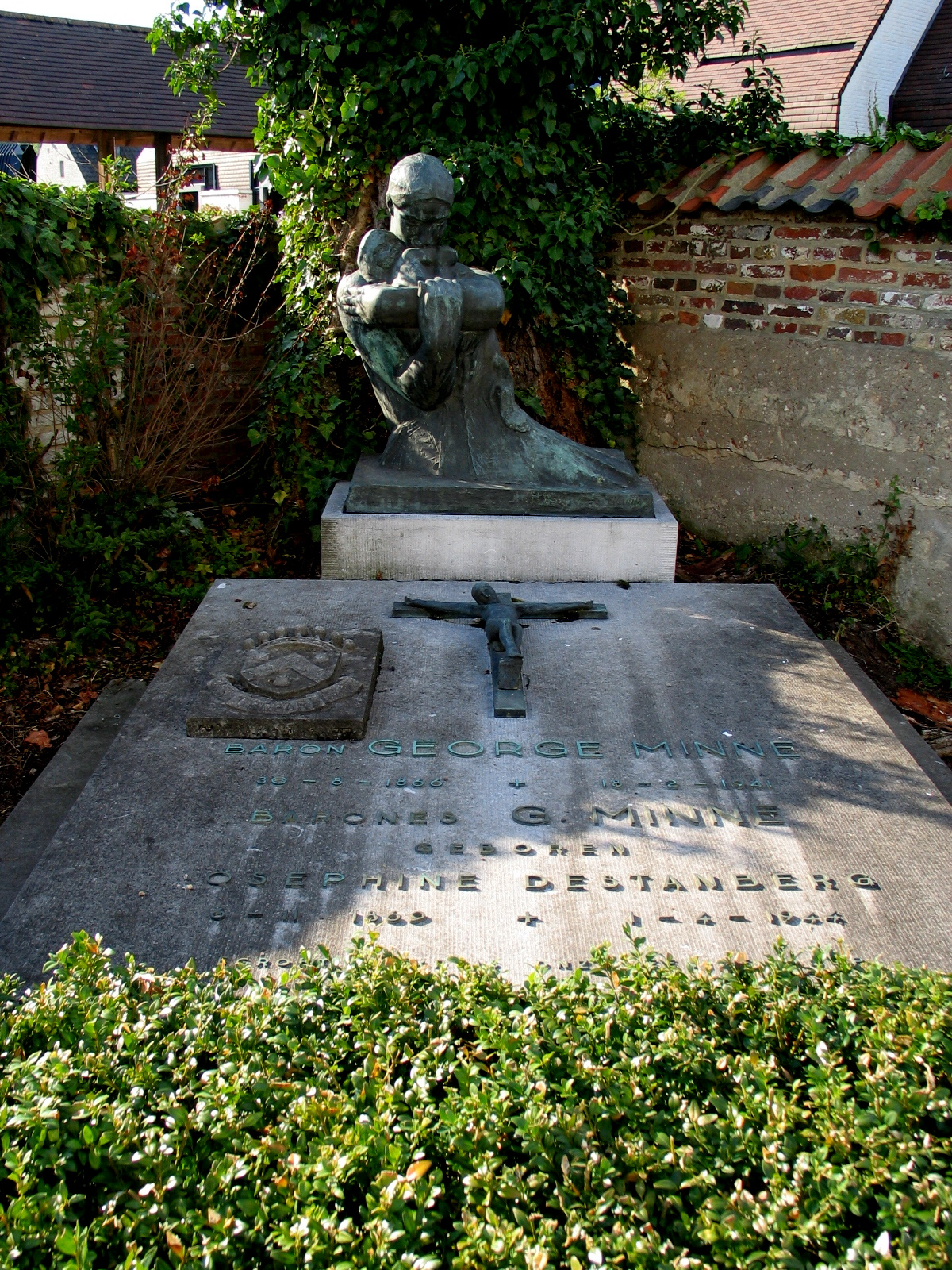
Tumba de George Minne en el cementerio de Sint-Martens-Latem.

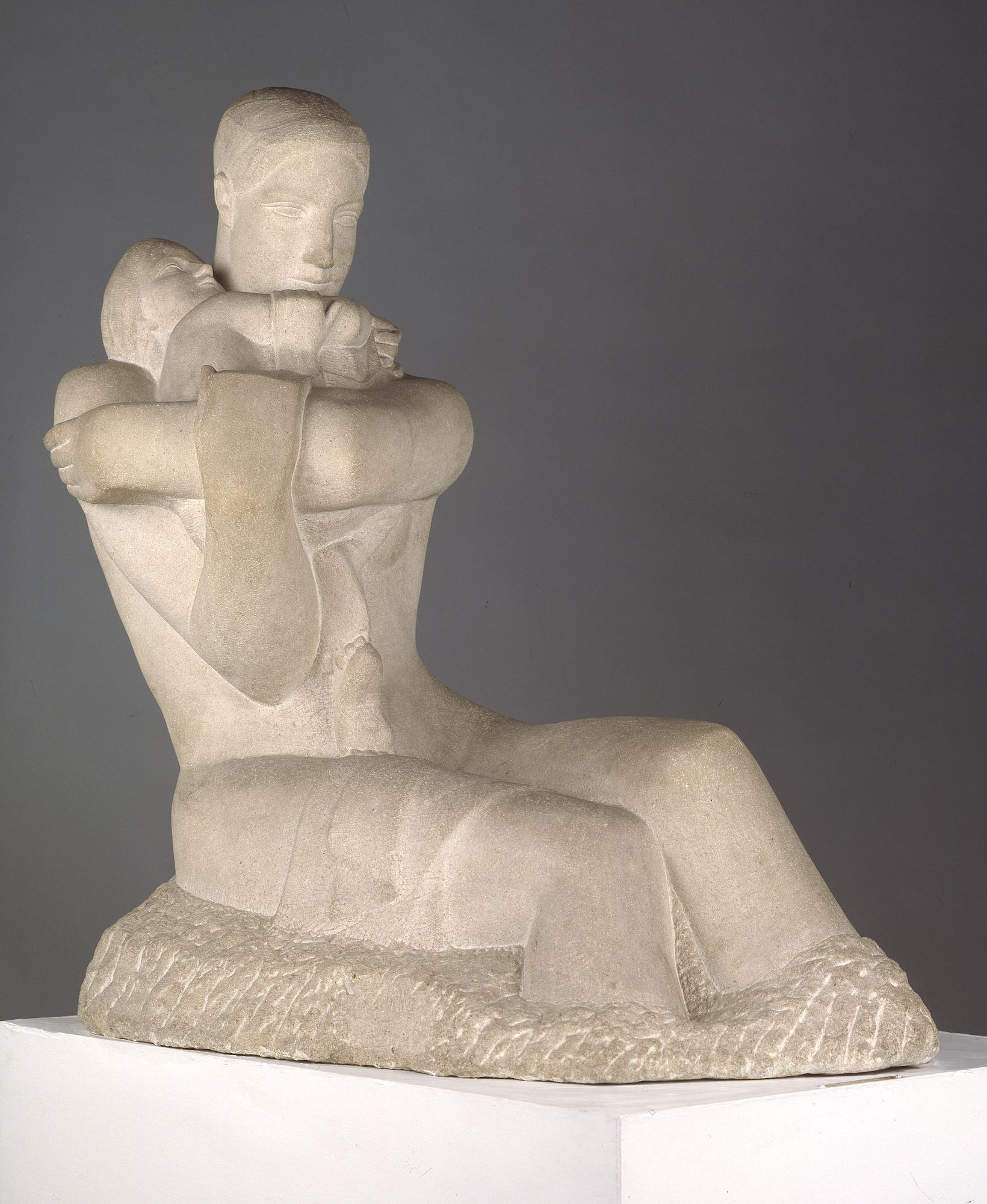
Madre e hijo de George Minne en el Museo de Deinze y la región de Leie

George Minne (Gante, 30 de agosto de 1866 - Sint-Martens-Latem, 20 de febrero de 1941) fue un escultor e ilustrador belga.
Inició sus estudios en la Real Academia de Bellas Artes de Gante y después los prosiguió en la de Bruselas. Entre 1914 y 1919 fue profesor en la Academia de Gante de dibujo al natural. Perteneció al primer grupo de artistas de la llamada Escuela de Sint-Martens-Latem, pueblo situado en las cercanías de Gante, donde se establecieron numerosos artistas simbolistas, donde Minne murió y está enterrado.

## Obras
La fuerza emocional de la obra de Minne fue alabada a partir de 1886 por los poetas simbolistas belgas, como Maurice Maeterlinck, Émile Verhaeren y Grégoire Leroy. Con Maeterlinck mantuvo amistad e ilustró sus obras Serres chaudes (1888) y Soeur Béatrice (1900). Minne participó en el Salón de la Cruz Roja de París, organizado por Josephin Péladan. Su modelo artístico fue Rodin, aunque Minne no trató de imitar la fuerza plástica del artista francés y se decantó por un gran refinamiento, inspirado en el arte medieval. La obra de Minne está en sintonía con ciertos artistas del Expresionismo alemán como Ernst Barlach, Käthe Kollwitz y Wilhelm Lehmbruck. A partir de 1895 desarrolló uno de sus asuntos artísticos más característicos: las figuras de adolescentes desnudos, introvertidos, arrodillados, con la cabeza inclinada, frágiles y aislados del mundo. En su rechazo al pathos barroco, Minne se aproxima al estilo de Pierre Puvis de Chavannes. De hecho, existe una conexión manifiesta entre el Enfant prodigue y el Pauvre Pêcheur: en ambos casos, se trata de personajes introvertidos y ensimismados. Henry van de Velde difundió el trabajo de Minne en los ambientes modernistas; en Viena fue apreciado por artistas como Klimt, Schiele y Oskar Kokoschka.
Para la Basílica del Sagrado Corazón (Bruselas) realizó varias obras, como la escultura del Sagrado Corazón y un calvario en bronce al exterior de la Basílica. 
En 1898, realizó la que se considera su obra maestra: La Fontaine des Agenouillés, de la que se conservan varias versiones de su mano: una en mármol está en el vestíbulo del Museo Folkwang en Essen y otra en yeso en el Museo de Bellas Artes de Gante. Los grupos escultóricos en bronce de Gante y del jardín del parlamento en Bruselas son versiones posteriores.

## Obras en museos
- Museos reales de Bellas Artes de Bélgica de Bruselas:
  - L'adolescent I, 1891, bronce.
  - La douleur, 1888, bronce.

- Museo Real de Bellas Artes de Amberes:

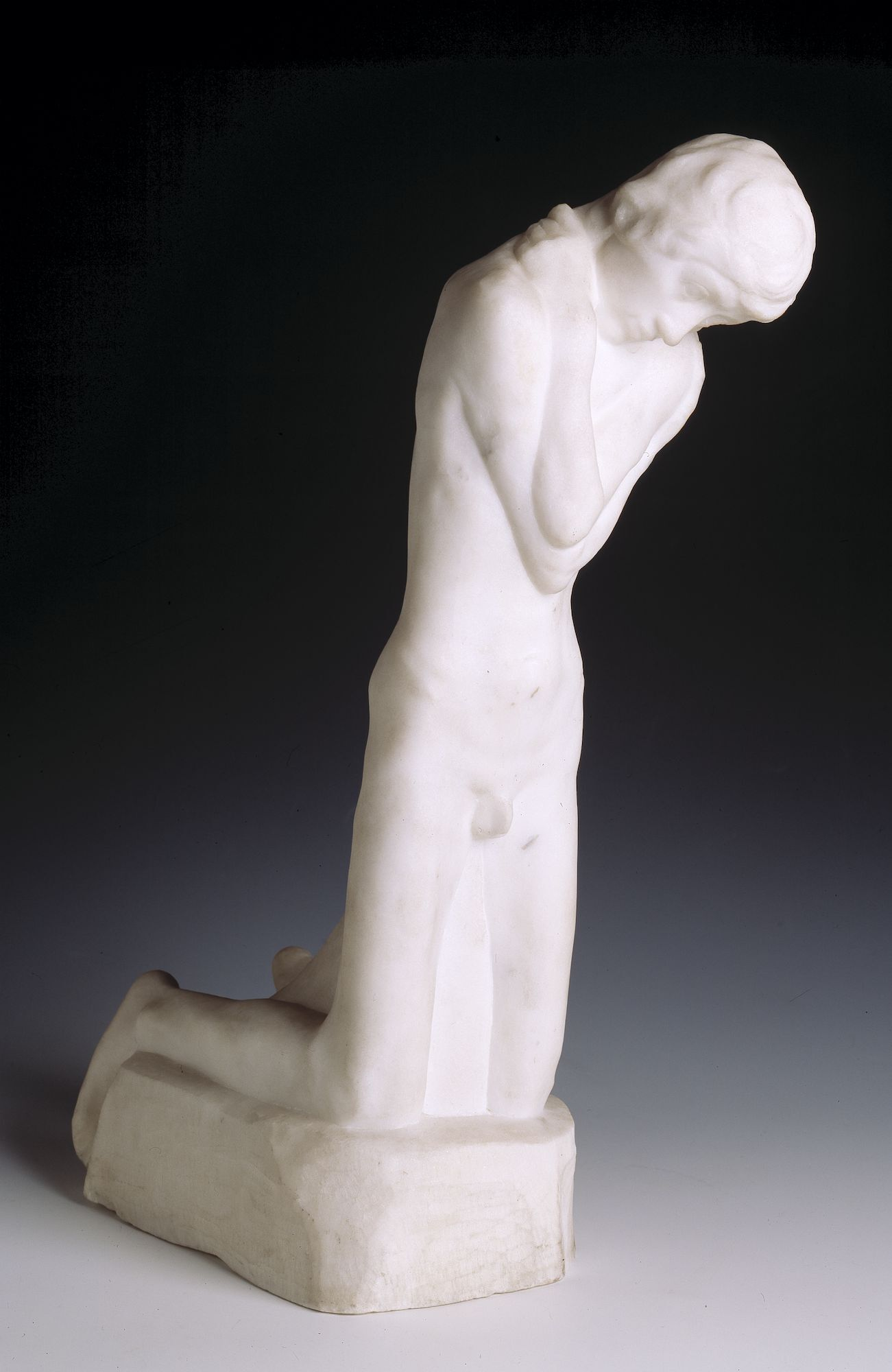
El pequeño arrodillado de George Minne en el Museo de Deinze y la región de Leie

  - El pequeño arrodillado de George Minne en el Museo de Deinze y la región de LeieLe petit porteur de reliques, 1897, mármol.

- Museo de Bellas Artes de Gante:
  - Le fils prodigue, 1896, yeso
  - Homme et femme agenouillés, granito
  - Saint Jean-Baptiste, 1895
  - Garçon agenouillé, mármol
  - Le puits avec cinq adolescents o Fontaine des agenouillés, yeso

- Museo de Orsay, París:
  - L'agenouillé à la fontaine, 1898, bronce
  - Porteur d'outre, 1897, bronce

- Museo Folkwang, Essen:
  - La Fontaine des Agenouillés, mármol

- Museo Boymans Van Beuningen de Róterdam:
  - Mère affligée avec ses deux enfants, 1888, bronce.

- Museo Clemens Sels, Neuss:
  - Jeune garçon debout, 1900, bronce

- Museo Groeninge, Brujas:
  - Trois Saintes Femmes auprès du tombeau, 1896, bronce,

- Museo de Bellas Artes, Argel:
  - Buste d'homme des Flandres